# Araneus tubabdominus
Araneus tubabdominus är en spindelart som beskrevs av Zhu och Zhang 1993. Araneus tubabdominus ingår i släktet Araneus och familjen hjulspindlar. Inga underarter finns listade i Catalogue of Life.